# Unione Sportiva Ravenna 1964-1965
Questa pagina raccoglie le informazioni riguardanti la Unione Sportiva Ravenna nelle competizioni ufficiali della stagione 1964-1965.

## Stagione
Nella stagione 1964-1965 il Ravenna disputa il girone B del campionato di Serie C. Con 35 punti in classifica si piazza al settimo posto. Il torneo viene vinto dal Pisa, promosso in Serie B con 47 punti, seguito dall'Arezzo, secondo a una sola lunghezza. Retrocedono in Serie D il Grosseto, con 23 punti ed il Forlì, con 22.
Per il Ravenna dopo l'uscita di scena della Sarom del cavalier Monti, ha inizio un periodo difficile, caratterizzato da magri bilanci che si riflettono sugli aspetti tecnici. Tra aprile e maggio del 1964, consumato il distacco dalla Sarom è nata l'Unione Sportiva Ravenna della quale viene eletto presidente il dott. Paolo Scalini. Sulla panchina viene confermato Corrado Viciani, dal mercato arrivano il portiere Antonio Gridelli dal Prato, dalla Reggina l'ala Claudio Turchetto un friulano cresciuto nelle giovanili della Fiorentina, dalla Reggiana il centravanti Gianfranco Gagliardi che con cinque reti risulta il miglior marcatore stagionale, gli interni Roberto Gatti e Mario Rossini cresciuti nelle giovanili del Bologna. La difesa ha potuto contare su ottimi elementi come Giuseppe Morosi e Giovanni Pirazzini, mentre in attacco mancando un vero realizzatore, vi sono stati nove giocatori diversi iscritti nel tabellino dei marcatori. Il settimo posto finale nel torneo è un risultato che riflette la bravura e le grandi doti di Corrado Viciani, un tecnico agli inizi di una ventennale carriera di allenatore.

## Rosa
| N. |                   | Ruolo | Calciatore           |
| -- | ----------------- | ----- | -------------------- |
|    | Italia (bandiera) | C     | Giorgio Bartolini    |
|    | Italia (bandiera) | A     | Aldo Bernasconi      |
|    | Italia (bandiera) | C     | Domenico Ciani       |
|    | Italia (bandiera) | C     | Nicandro Contadini   |
|    | Italia (bandiera) | C     | Gianni Corti         |
|    | Italia (bandiera) | A     | Franco Farina        |
|    | Italia (bandiera) | A     | Gianfranco Gagliardi |
|    | Italia (bandiera) | D     | Roberto Gatti        |
|    | Italia (bandiera) | P     | Antonio Gridelli     |
|    | Italia (bandiera) | A     | Vittorio Lama        |

| N. |                   | Ruolo | Calciatore         |
| -- | ----------------- | ----- | ------------------ |
|    | Italia (bandiera) | D     | Giuseppe Morosi    |
|    | Italia (bandiera) | D     | Roberto Nistri     |
|    | Italia (bandiera) | C     | Manlio Parra       |
|    | Italia (bandiera) | D     | Giovanni Pirazzini |
|    | Italia (bandiera) | C     | Camillo Rizzo      |
|    | Italia (bandiera) | C     | Mario Rossini      |
|    | Italia (bandiera) | D     | Mario Sottana      |
|    | Italia (bandiera) | A     | Claudio Turchetto  |
|    | Italia (bandiera) | C     | Giuliano Villa     |
|    | Italia (bandiera) | P     | Franco Vitali      |

## Risultati

### Girone di andata
| Ravenna 20 settembre 1964 1ª giornata | Ravenna                | 0 – 0 | Arezzo | Stadio della Darsena\| Arbitro: \| Prandstraller (Mestre) \| |
| Arbitro:                              | Prandstraller (Mestre) |       |        |                                                              |

| Arbitro: | Torra (Voghera) |

|              |           |  |
| Basilico 70’ | Marcatori |  |

| Arbitro: | Pfiffner (Torino) |

|  |           |           |
|  | Marcatori | 17’ Galli |

| Arbitro: | Catalano (Roma) |

|              |           |                  |
| Fanucchi 15’ | Marcatori | 8’ (aut.) Masoni |

| Arbitro: | Fioretti (Roma) |

|           |           |  |
| Parra 25’ | Marcatori |  |

| Arbitro: | Lavetti (Bergamo) |

|                           |           |  |
| Pantani 46’ Castagner 80’ | Marcatori |  |

| Arbitro: | Firmi (Crema) |

|               |           |  |
| Bartolini 39’ | Marcatori |  |

| Arbitro: | Barbaresco (Cormons) |

|               |           |           |
| Dal Balcon 5’ | Marcatori | 36’ Corti |

| Arbitro: | Falzea (Reggio Calabria) |

|                                |           |  |
| Trovò 12’ Ore 82’ Zecchini 88’ | Marcatori |  |

| Arbitro: | Calegaris (Alessandria) |

|                          |           |           |
| Gatti 51’ Bernasconi 55’ | Marcatori | 89’ Bessi |

| Macerata 29 novembre 1964 11ª giornata | Maceratese             | 0 – 0 | Ravenna | Stadio Helvia Recina\| Arbitro: \| Cicconetti (Pordenone) \| |
| Arbitro:                               | Cicconetti (Pordenone) |       |         |                                                              |

| Arbitro: | Veronese (Venezia) |

|                  |           |  |
| Gatti 35’ (rig.) | Marcatori |  |

| Arbitro: | Cimma (Biella) |

|                      |           |               |
| Turchetto 85’ (aut.) | Marcatori | 68’ Turchetto |

| Arbitro: | Moretto (San Donà di Piave) |

|          |           |                |
| Lama 37’ | Marcatori | 2’ Giovannetti |

| Arbitro: | Castoldi (Genova) |

|                     |           |           |
| Perversi 81’ (rig.) | Marcatori | 58’ Parra |

| Arbitro: | Possagno (Treviso) |

|           |           |            |
| Parra 20’ | Marcatori | 52’ Galasi |

| Ravenna 17 gennaio 1965 17ª giornata | Ravenna           | 0 – 0 | Ternana | Stadio della Darsena\| Arbitro: \| Rostagno (Torino) \| |
| Arbitro:                             | Rostagno (Torino) |       |         |                                                         |

### Girone di ritorno
| Arbitro: | A. Canova (Milano) |

|                |           |  |
| Meroi 46’, 60’ | Marcatori |  |

| Arbitro: | Ciulli (Roma) |

|                                  |           |             |
| Turchetto 47’ Gagliardi 63’, 82’ | Marcatori | 37’ Benetti |

| Arbitro: | Panzino (Catanzaro) |

|                        |           |               |
| Cosma 59’ Cervetto 71’ | Marcatori | 65’ Turchetto |

| Arbitro: | Palumbo (Roma) |

|                         |           |                            |
| Gatti 11’ Bartolini 55’ | Marcatori | 1’ Pellizzaro 17’ Ferrario |

| Arbitro: | De Marco (Torre del Greco) |

|               |           |               |
| Matassini 82’ | Marcatori | 74’ Turchetto |

| Arbitro: | Caldei (Città di Castello) |

|               |           |  |
| Gagliardi 48’ | Marcatori |  |

| Ancona 7 marzo 1965 24ª giornata | Anconitana          | 0 – 0 | Ravenna | Stadio Dorico\| Arbitro: \| Lo Giudice (Torino) \| |
| Arbitro:                         | Lo Giudice (Torino) |       |         |                                                    |

| Arbitro: | Fusaro (Padova) |

|  |           |                |
|  | Marcatori | 39’ Dal Balcon |

| Arbitro: | Cattivello (Pozzuolo del Friuli) |

|                         |           |           |
| Gagliardi 37’ Gatti 64’ | Marcatori | 75’ Nardi |

| Arbitro: | Toselli (Cormons) |

|                                                |           |               |
| Bertucco 15’ Verdi 32’ (rig.) Beretti 55’, 80’ | Marcatori | 90’ Gagliardi |

| Arbitro: | Paglia (Cremona) |

|                |           |             |
| Bernasconi 80’ | Marcatori | 8’ Bizzarri |

| Arbitro: | Boscolo (Venezia) |

|  |           |           |
|  | Marcatori | 20’ Parra |

| Arbitro: | Sorrentino (Roma) |

|           |           |  |
| Parra 42’ | Marcatori |  |

| Lucca 25 aprile 1965 31ª giornata | Lucchese             | 0 – 0 | Ravenna | Stadio Porta Elisa\| Arbitro: \| Ghirardello (Merano) \| |
| Arbitro:                          | Ghirardello (Merano) |       |         |                                                          |

| Ravenna 2 maggio 1965 32ª giornata | Ravenna       | 0 – 0 | Rimini | Stadio della Darsena\| Arbitro: \| Grava (Ivrea) \| |
| Arbitro:                           | Grava (Ivrea) |       |        |                                                     |

| Arbitro: | Serratore (Latina) |

|            |           |                          |
| Galasi 58’ | Marcatori | 49’ Parra 70’ Bernasconi |

| Arbitro: | Bonfanti (Carnate) |

|               |           |  |
| Benedetti 34’ | Marcatori |  |